# Estigmèrgia
Estigmèrgiao estimèrgia és un terme significa col·laboració a través del medi físic. Dins de sistemes descentralitzats, tals com les colònies de formigues, els diferents components col·laboren a través de pautes o fites deixades en el medi: feromones, acumulació d'objectes o qualsevol altre tipus de canvi físic, com la temperatura. El concepte d'estigmèrgia va ser introduït per Pierre-Paul Grassé, un estudiós de les formigues, per explicar com s'aconseguien realitzar les tasques en grups d'insectes socials sense necessitat de planificació ni d'un poder central. Actualment, ha estat pres i estès a una sèrie d'algorismes que formen part de la intel·ligència artificial; en general, aquests algorismes es denominen ACO o d'optimització per colònia de formigues.
Les accions produïdes en un sistema d'estigmèrgia, sigui natural o artificial, provoquen accions consecutives per part dels mateixos agents o d'altres diferents de manera que es produeix una coordinació indirecta que permet assolir fites complexes. És per tant un dels trets claus de la intel·ligència d'eixam, ja que permet que emergeixi un resultat força més sofisticat que la suma de les parts o individus i la col·laboració directa entre ells. Això explica l'èxit de projectes com la Viquipèdia.